# 小柳站 (石川縣)
小柳站（日语：／ Oyanagi eki */?）是位於石川縣白山市小柳町，北陸鐵道的石川線車站。車站編號為I15。

## 車站構造
車站位於小柳町西邊邊沿，四周皆為農地，只有車站東西兩側各有一個細小的社區，皆和車站距離二百多米，因此使用量並不高。採用簡易車站模式營運，出入口設於月台末端靠向井口方向，與車道相接。由於旁邊亦設有繼電器，用地狹窄，所以只設有階級上落。

### 月台
設有側式月台1座，長約50米，有效長度為3輛。屬於全露天車站。除了候車室外，其餘部份均沒有設上蓋。
過往，車站的有效長度只有2輛，出入口的階級也較現時為窄及斜，當時行駛本線的列車，部份仍會採用3輛編成，停靠時就會出現有一節車廂置於月台外的險象。後來，透過改善工程，在向日御子站方向以鐵架加長了月台長度，才讓3節編成的列車也能停靠。後來也由於更換列車，原有的石建月台亦重建，改以水泥磚搭建並加闊月台以理順出入口的闊度，並把原只由木板所搭成的候車亭，改成為以水泥及鐵片頂所建成的候車室。不過由於現時採用18米一節的車廂，延長之月台也不足以再容納3輛編成列車。
列車靠近時，往野町方向為右側上落，往鶴來方向為左側上落。
| 路線    | 上下行 | 方向     | 備註     |
| ------- | ------ | -------- | -------- |
| ■石川線 | 上行   | 野町方向 | 右側上落 |
| ■石川線 | 下行   | 鶴來方向 | 左側上落 |

## 歷史
- 1915年6月22日：車站啟用。
- 2019年4月1日：增設車站編號[2]。

## 使用狀況
在車站附近只有一些農田與數間民居，附近的居民均使用井口站，因此此站較少人使用。
根據「白山市統計書」，以下為一日平均上下車人次：
| 年度   | 1日平均 上下車人次 |
| ------ | ------------------ |
| 2000年 | 58                 |
| 2001年 | 61                 |
| 2002年 | 68                 |
| 2003年 | 74                 |
| 2004年 | 68                 |
| 2005年 | 70                 |
| 2006年 | 62                 |
| 2007年 | 62                 |
| 2008年 | 62                 |
| 2009年 | 67                 |
| 2010年 | 75                 |
| 2011年 | 73                 |
| 2012年 | 59                 |
| 2013年 | 52                 |
| 2014年 | 51                 |
| 2015年 | 56                 |
| 2016年 | 68                 |
| 2017年 | 71                 |
| 2018年 | 63                 |

## 車站周邊
- 潜龍寺
- 石川縣道179號野野市鶴來線（日语：石川県道179号野々市鶴来線）（鶴來街道）
- 國道157號（日语：国道157号）

## 相鄰車站
北陸鐵道
■石川線
井口（I14）－小柳（I15）－日御子（I16）

## 外部連結
- 北陸鐵道小柳站 （页面存档备份，存于）